# Каркалай (Красногорський район)
Каркала́й (рос. Каркалай) — присілок в Красногорському районі Удмуртії, Росія.

## Населення
Населення — 9 осіб (2010; 58 в 2002).
Національний склад станом на 2002 рік:
- росіяни — 95 %